# Francesca Cardinale
Pour les articles homonymes, voir Cardinale (homonymie).
Francesca Cardinale est une actrice italienne née en 1990 à Rome (Latium).

## Biographie
Née et élevée à Rome, elle est la nièce de la célèbre actrice Claudia Cardinale,, et comme elle, elle a suivi une formation au Centro sperimentale di cinematografia de Rome, dont elle est sortie diplômée en 2013 pour se lancer dans le métier d'actrice. Elle participe à divers stages avec Roberto Herlitzka, Ivana Chubbuck et Bernard Hiller. Elle a également suivi un atelier de formation au cirque, des cours à l'école de formation Teatro Azione et à l'université de Surrey en Angleterre.
Elle débute au cinéma avec le petit rôle de Melania dans Ton absence, réalisé par Daniele Luchetti, où elle joue aux côtés d'acteurs confirmés tels que Micaela Ramazzotti et Kim Rossi Stuart. Parmi ses autres films, citons Una gita a Roma de Karin Proia où elle joue aux côtés de sa tante et, à la même époque, The Cure d'Andrea Andolina. Elle a également tourné le film Pacifico de Gonzalo Gutierrez en Colombie.
Elle participé à de nombreuses séries télévisées et téléfilms, dont I liceali et Il sorteggio. Elle participe également à divers spots publicitaires pour l'émission télévisée Ballarò et pour l'Association italienne des obstétriciens.
Au théâtre, elle collabore à la tournée internationale de la compagnie de Pippo Delbono à Moscou en 2014 et à la mise en scène de deux productions pour le Festival Quartieri dell'arte : Faust de Fernando Pessoa, mis en scène par Alessio Pizzech en 2012 et Living under Glass d'Ewald Palmetshofer, mis en scène par Marco Bellocchi. Elle joue au Teatro Tor di Nona dans la pièce Sin en 2013, mise en scène par Fabrizio Parenti. En 2019, elle rejoint la distribution du court métrage I sogni sospesi réalisé par Manuela Tempesta, avec Melania Dalla Costa, finaliste au Los Angeles Cine Fest, puis des films La freccia del tempo (it) de Carlo Sarti (it) et Credo in un solo padre (it) de Luca Guardabascio, qui fait avec ce film ses débuts en tant que réalisateur.

## Filmographie

### Cinéma
- 2013 : Ton absence (Anni felici) de Daniele Luchetti
- 2016 : Pacifico de Gonzalo Gutierrez
- 2016 : Una gita a Roma de Karin Proia
- 2018 : 1991 de Riccardo Trogi
- 2018 : Documentario Bernini racconta Bernini d'Andrès Arce Maldonado
- 2019 : La freccia del tempo (it) de Carlo Sarti (it)
- 2019 : Credo in un solo padre (it) de Luca Guardabascio

### Télévision
- 2010 : Il sorteggio de Giacomo Campiotti – téléfilm
- 2011 : I liceali 3 – série télévisée
- 2020 : Odissea sul divano – web-série de Michele Abbondanza et Marco Iannitello

### Courts-métrages
- 2013 : La tela de Sergio Rubini
- 2015 : La Cura d'Andrea Andolina
- 2017 : L'albero delle scarpe de Sebastian Maulucci
- 2019 : I sogni sospesi de Manuela Tempesta
- 2022 : Black Town d'Emiliano Ferrera

## Théâtre
- 2010 : Dialoghi da Woody Allen mis en scène par Cristiana Vaccaro
- 2010 : Le profetiche sorelle mis en scène par Kira Ialongo
- 2012 : Il Faust de Fernando Pessoa, mis en scène par Alessio Pizzeck au Centro sperimentale di cinematografia
- 2013 : Living Under the Glass, mis en scène par Marco Belocchi
- 2013 : Henri IV, de William Shakespeare, mis en scène par Pippo Delbono à Moscou.
- 2018 : La Conferenza degli uccelli d'Anna Redi à Naples.